# Boris Saxe-Coburg-Gotha
Boris, kníže tarnovský, vévoda v Sasku (* 12. října 1997, Madrid), známější pod svým španělským občanským jménem Boris de Sajonia-Coburgo-Gotha y Ungría, je starší syn Miriam Ungría y López a knížete Kardama Tarnovského, a vnuk bývalého cara Simeona II. Bulharského. Prostřednictvím druhého manželství své matky v roce 2022 je nevlastním synem princem Ghaziho bin Muhammada, bratrance krále Abdalláha II. Jordánského. Je také potomkem Baliana z Ibelinu.
Po smrti svého otce dne 7. dubna 2015 je prvním v linii následnictví zaniklého bulharského trůnu.
Boris, který od smrti svého otce udržuje úzké vztahy se španělskou královskou rodinou, mluví španělsky, anglicky, francouzsky a částečně bulharsky. Je to umělec, který se věnuje sochařství, hraje na kytaru a vystudoval Lycée Français Molière ve Villanueva de la Cañada v blízkosti Madridu. Svá studia International Baccalaureate dokončil na Sankt Gilgen International School u Salzburgu v Rakousku.

## Tituly
- 12. října 1997 – 7. dubna 2015: Jeho královská Výsost princ Boris Bulharský, vévoda v Sasku[2]
- 7. dubna 2015 – současnost: Jeho královská Výsost kníže tarnovský[3]